# Metachroma septentrionale
Metachroma septentrionale är en skalbaggsart som beskrevs av Blake 1970. Metachroma septentrionale ingår i släktet Metachroma och familjen bladbaggar. Inga underarter finns listade i Catalogue of Life.